# Mestni Vrh
Mestni Vrh je naselje v mestni občini Ptuj. V bližini kraja poteka gozdna učna pot.